# David Brion Davis
David Brion Davis (Denver, 16 de fevereiro de 1927 – Guilford, 14 de abril de 2019) foi um historiador intelectual e cultural norte-americano e uma das principais autoridades em escravidão e abolição no mundo ocidental. Foi Sterling Professor de História na Universidade Yale e fundador e diretor do Centro Gilder Lehrman para o Estudo da Escravidão, Resistência e Abolição, também em Yale. Ele se autodenominava um "democrata de esquerda".
Foi autor ou editor de 17 livros. Suas obras enfatizam vínculos religiosos e ideológicos entre condições materiais, interesses e novos valores políticos. A ideologia, em sua visão, não é uma distorção deliberada da realidade ou uma fachada para interesses materiais; em vez disso, é a lente conceitual através da qual grupos de pessoas percebem o mundo ao seu redor. Também foi um colaborador frequente da New York Review of Books.
Recebeu o Prêmio Pulitzer de Não Ficção Geral em 1967 e a Medalha Nacional de Humanidades, concedida pelo presidente Barack Obama em 2014 por "reformular nossa compreensão da história". Também recebeu o Prêmio do Círculo Nacional de Críticos de Livros de Não Ficção, o Anisfield-Wolf por suas contribuições à compreensão pública do racismo e à valorização da diversidade cultural, e o Prêmio Bienal Coif de Livros, uma das principais honrarias da Associação de Escolas de Direito Americanas, ambos em em 2015, para o livro de destaque na área jurídica publicado em 2013 e 2014.

## Publicações
- Homicide in American Fiction, 1798–1860: A Study in Social Values, Cornell University Press, 1957.
- The Problem of Slavery in Western Culture, Cornell University Press, 1966. Prêmio Pulitzer de Não Ficção Geral de 1967. Seleção do History Book Club de 1967, edição de bolso em 1969; edição britânica da Penguin, 1970; traduções para espanhol e italiano; edição revisada da Oxford University Press em 1988. Uma nova edição em espanhol apareceu em 1996 e uma edição em português do Brasil em 2001. edição online da ACLS E-Books
- Ante-Bellum Reform (editor), Harper and Row, 1967.
- The Slave Power Conspiracy and the Paranoid Style, Louisiana State University Press, 1969. Edição de bolso lançada em 1982.
- Was Thomas Jefferson an Authentic Enemy of Slavery? (panfleto), Oxford, Clarendon Press, 1970.
- The Fear of Conspiracy: Images of Un-American Subversion from the Revolution to the Present (editor). Cornell University Press, 1971.
- The Problem of Slavery in the Age of Revolution, 1770–1823, Cornell University Press, 1975; edição de bolso de 1976. Seleções alternativas do History Book Club e Book-of-the-Month Club. Edição da Oxford University Press, com novo prefácio de 1999.
- The Great Republic, "Part III, Expanding the Republic, 1820–1860", um livro didático de dois volumes de Bernard Bailyn e outros cinco historiadores; D.C. Heath, livro didático de 1977. Seleção do History Book Club de 1977. Segunda edição, totalmente revisada, de 1981. Terceira edição, totalmente revisada, de 1985. Quarta edição, totalmente revisada, de 1992.
- Antebellum American Culture: An Interpretive Anthology, Antebellum American Culture: An Interpretive Anthology, D.C. Heath, 1979; nova edição pela Pennsylvania State Press, 1997.
- Slavery and the Idea of Progress (discurso ao Centro de Estudos da Cultura e Religião do Sul, 28 de fevereiro de 1979) ler online
- The Emancipation Moment (panfleto), Gettysburg College, 1984.
- Slavery and Human Progress, Oxford University Press, 1984. History Book Club alternate selection. Paperback ed., 1986.
- Slavery in the Colonial Chesapeake (panfleto), Colonial Williamsburg Foundation, 1986.
- From Homicide to Slavery: Studies in American Culture, Oxford University Press, 1986.
- Revolutions: Reflections on American Equality and Foreign Liberations, Harvard University Press, 1990. Tradução em alemã em 1993.
- Co-author, The Antislavery Debate: Capitalism and Abolitionism as a Problem in Historical Interpretation, ed. Thomas Bender. University of California Press, Berkeley, 1992.
- The Boisterous Sea of Liberty: A Documentary History of America from Discovery Through the Civil War, co-editor com Steven Mintz, Oxford University Press, 1998.
- In the Image of God: Religion, Moral Values, and Our Heritage of Slavery, Yale University Press, 2001.
- Challenging The Boundaries Of Slavery, Harvard University Press, 2003.
- Inhuman Bondage: The Rise and Fall of Slavery in the New World, Oxford University Press, 2006
- The Problem of Slavery in the Age of Emancipation, Alfred A. Knopf, 2014.
- "The Problem of Slavery", introdução ao A Historical Guide to World Slavery, ed. Drescher e Engerman, Oxford University Press 1998; ler online